# Poutre de la Station spatiale internationale
Pour les articles homonymes, voir Poutre.

Éléments de la Station spatiale en juillet 2021.

La poutre de la Station spatiale internationale est une structure métallique de plus de 100 mètres de long qui porte les radiateurs qui dissipent l'excès de chaleur de la Station et les panneaux solaires qui lui fournissent son énergie. La poutre sert également de réceptacle à des palettes destinées à recevoir des expériences scientifiques. Elle supporte une voie ferrée sur laquelle circule le support du bras Canadarm 2 qui permet l'assemblage et la maintenance de la Station.
Du fait de son encombrement et de sa masse (plus de 100 tonnes) la poutre et les éléments qui s'y rattachent sont montés par éléments par la navette spatiale américaine et assemblés au cours de sorties extravéhiculaires par les occupants de la Station spatiale internationale.
La poutre est rattachée via le module central Unity à la partie pressurisée de la Station spatiale. Elle est perpendiculaire à l'axe de progression de la Station spatiale et donc à l'axe formé par les principaux modules pressurisés.
La poutre est construite par Boeing tandis que les panneaux solaires et les radiateurs sont réalisés par Lockheed Martin pour le compte de la NASA.

## Composants
|    |    |    |    |    |    |    |    |    |    |    |    |  |
|    | 1B |    | 3A |    |    |    |    |    | 2A |    | 4B |  |
| S6 | S5 | S4 | S3 | S1 | S0 | P1 | P3 | P4 | P5 | P6 |    |  |
| 3B |    | 1A |    |    |    |    |    | 4A |    | 2B |    |  |
|    |    |    |    |    |    |    |    |    |    |    |    |  |

L'assemblage de la poutre s'effectue en plusieurs étapes entre 2000 et 2009. Compte tenu de son encombrement et de sa masse, il faut amener la poutre par tronçons dans la soute de la navette spatiale américaine. Sur place, les tronçons sont assemblés par les astronautes au cours de sorties extravéhiculaires, aidés pour la manipulation par les bras télécommandés.

### Poutre Z1

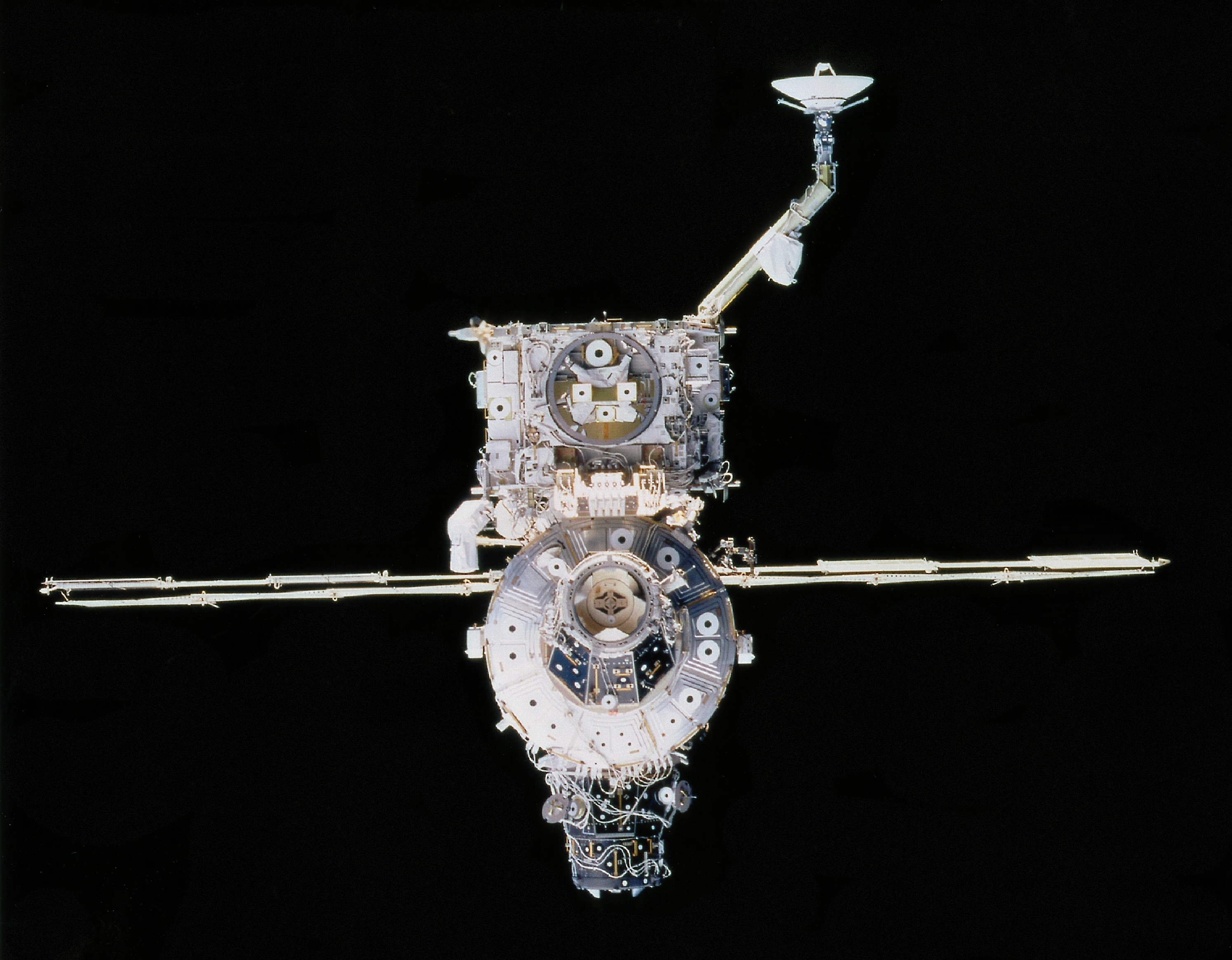
La poutre Z1 (en haut) et le module Unity (en bas) depuis STS-92 en octobre 2000

La première poutre, Z1, est lancée en octobre 2000 par le vol STS-92 et est utilisée comme point de montage temporaire pour la poutre P6 et des panneaux solaires attachés lors du vol suivant de la navette STS-97. La poutre Z1 est la première armature permanente installée sur la station, fournissant la base pour les additions futures des autres poutres. Elle contient le contrôle gyroscopique, des circuits électriques, des équipements de communications et deux générateurs de plasma destinés à neutraliser l'énergie électrique statique produite par les panneaux solaires.

### Poutre S0

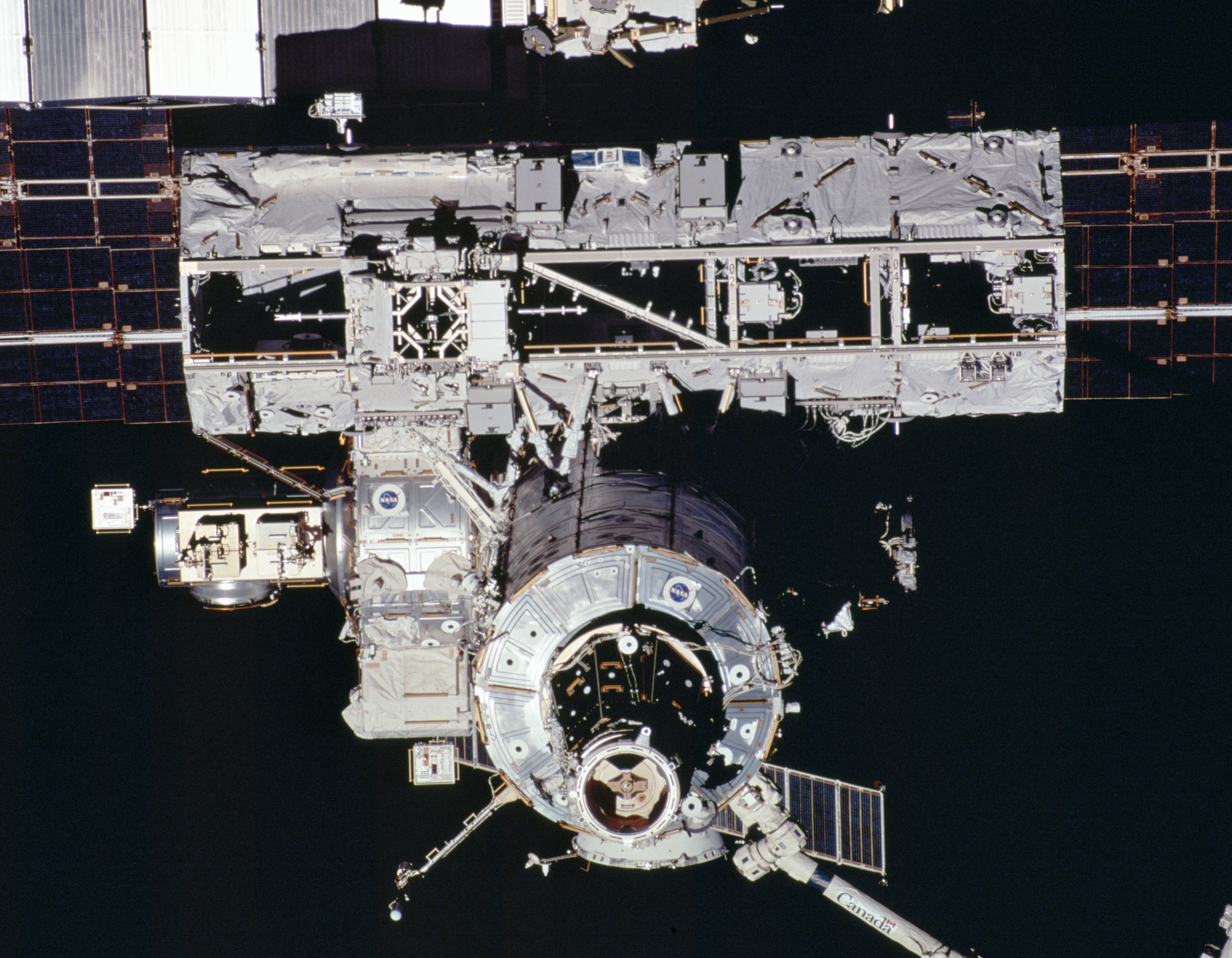
La poutre S0 (en haut) depuis STS-110 (17 avril 2002).

La poutre S0 est longue de 13,40 m et large de 4,60 m. Elle pèse 13 971 kg. Elle forme la partie centrale de la poutre et solidarise celle-ci aux modules pressurisés via des poutrelles solidement fixées au module Destiny.

### Poutres P1/S1

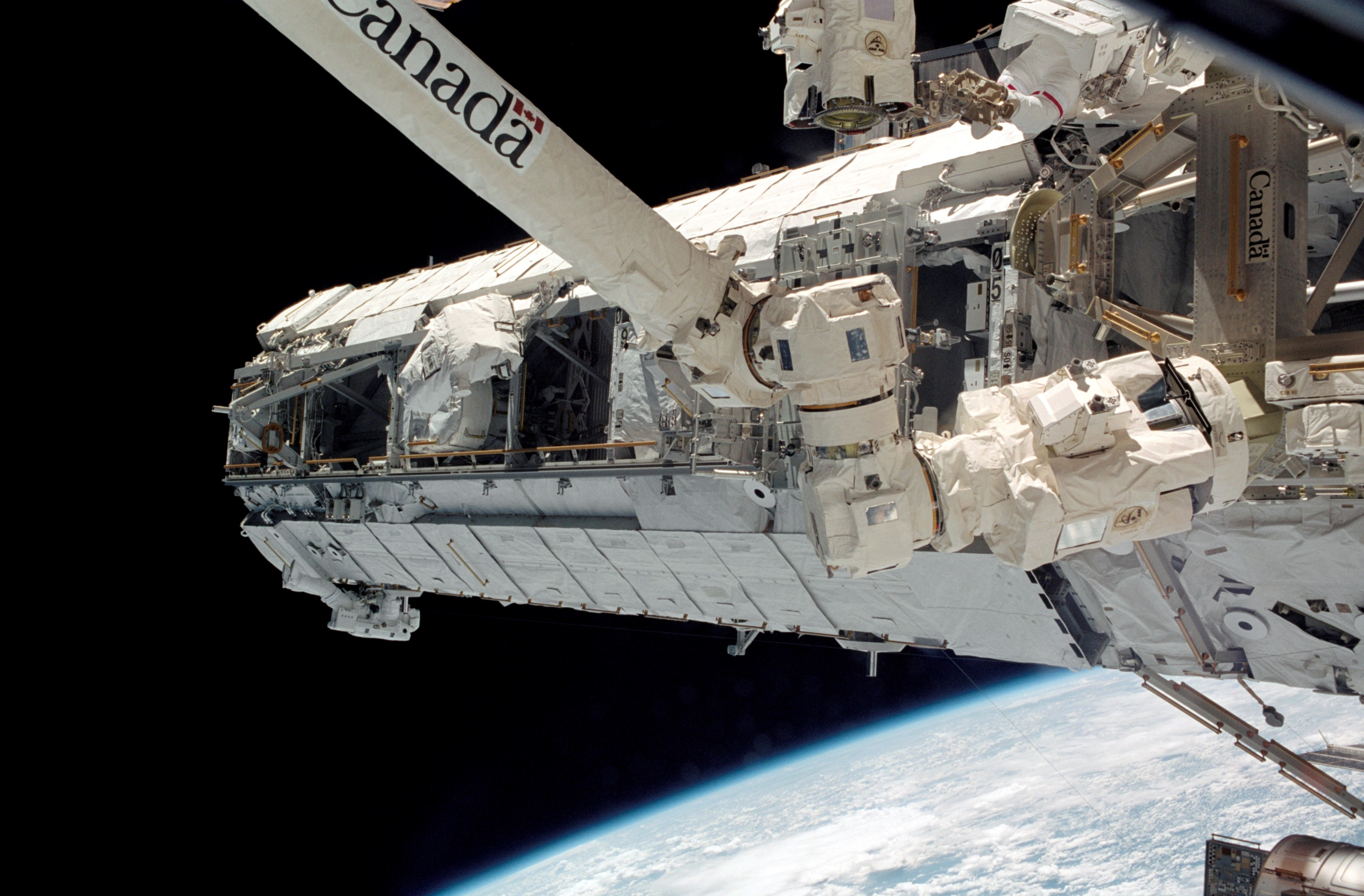
La poutre S1 en cours d'installation durant STS-112 (10 octobre 2002)

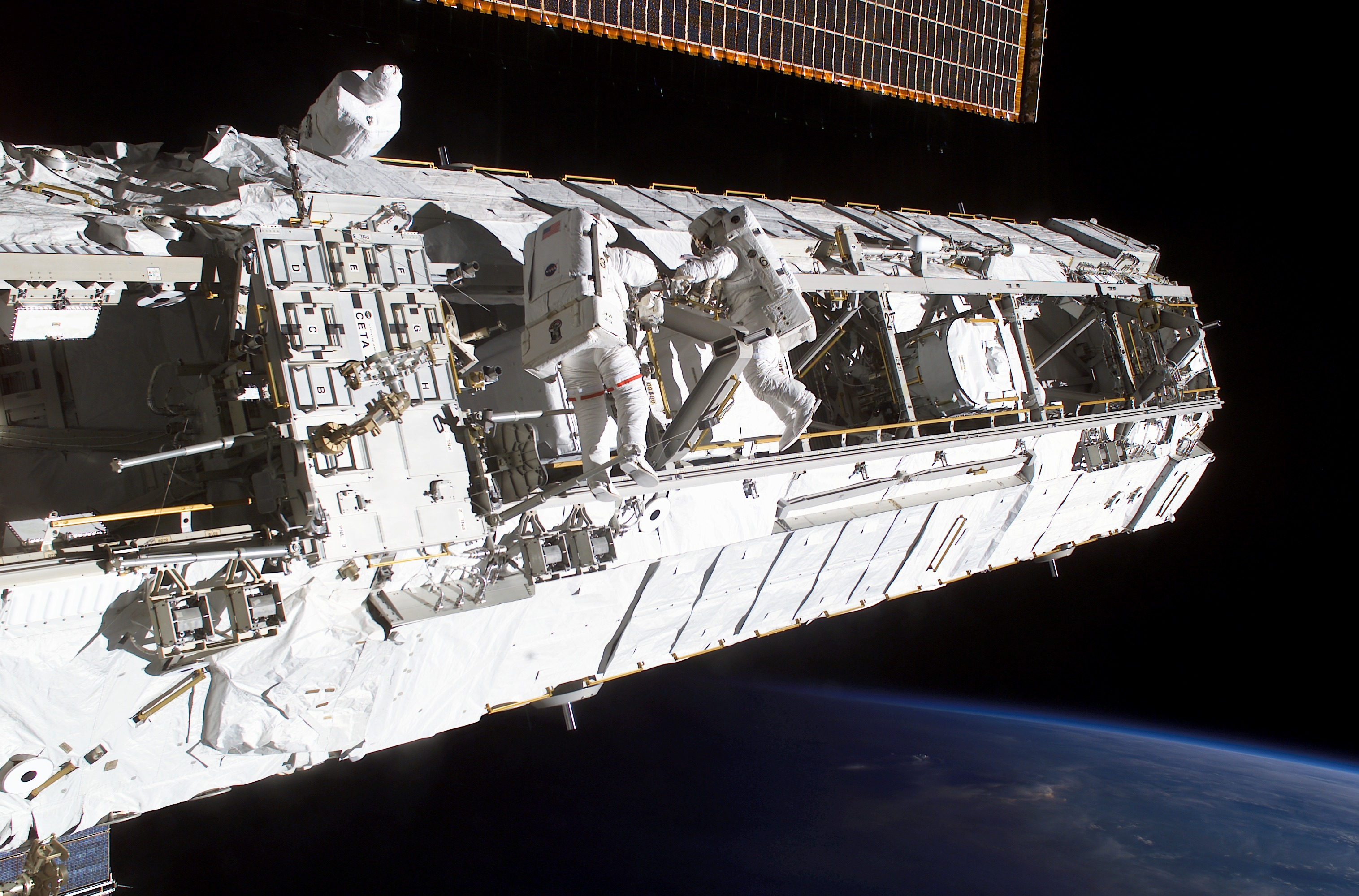
La poutre P1 en cours d'installation durant STS-113 (28 novembre 2002).

Les poutres P1 et S1 sont attachées de part et d'autre de la poutre S0. Chacune est longue de 13,70 m, large de 4,60 m, haute de 3 m et pèse environ 14 tonnes. La poutre P1 a la même longueur et largeur. Chacune porte trois radiateurs orientables utilisés par le système de régulation thermique des modules pressurisés et dans lesquels circulent 290 kg d'ammoniac anhydre.
Un chariot conçu pour supporter le bras Canadarm 2 et accroître facilement son rayon d'action peut circuler à petite vitesse sur une voie ferrée fixe sur une des faces des poutres S0, P1 et S1.

### Poutres P3/P4, S3/S4
Sur la partie bâbord, les poutres P3 et P4 supportent deux paires de panneaux solaires, un radiateur destiné à dissiper la chaleur générée par les transformateurs électriques, et entre P3 et P4 un joint tournant (le joint tournant alpha - Solar Alpha Rotary Joint  - SARJ) qui permet aux panneaux solaires de toujours faire face au Soleil. L'ensemble des segments de poutre situés à l'extérieur de P3 fait un tour complet à chaque orbite. Les panneaux eux-mêmes peuvent s'orienter grâce à un deuxième joint tournant dit bêta. Les poutres S3 et S4 présentent les mêmes caractéristiques à tribord.

### Poutres P5/P6, S5/S6
Les poutres P6/S6 supportent un ensemble de panneaux solaires et de radiateurs similaires à P4/S4. Les petits segments de poutres P5/S5 sont uniquement destinés à prolonger P4/S4 et à créer un espace suffisant entre les deux ensembles de panneaux solaires. La poutre P6, avec ses panneaux solaires, est lancée et mise en place très tôt (décembre 2000) par rapport aux autres éléments situés aux extrémités de la poutre (P5, S5, S6, et les panneaux solaires associés) ; elles sont temporairement fixées sur la poutre Z1, avant d’être déplacées à l'extrémité de l'élément P5 en octobre 2007.

## Images
Galerie montrant les étapes de l'assemblage de la poutre :

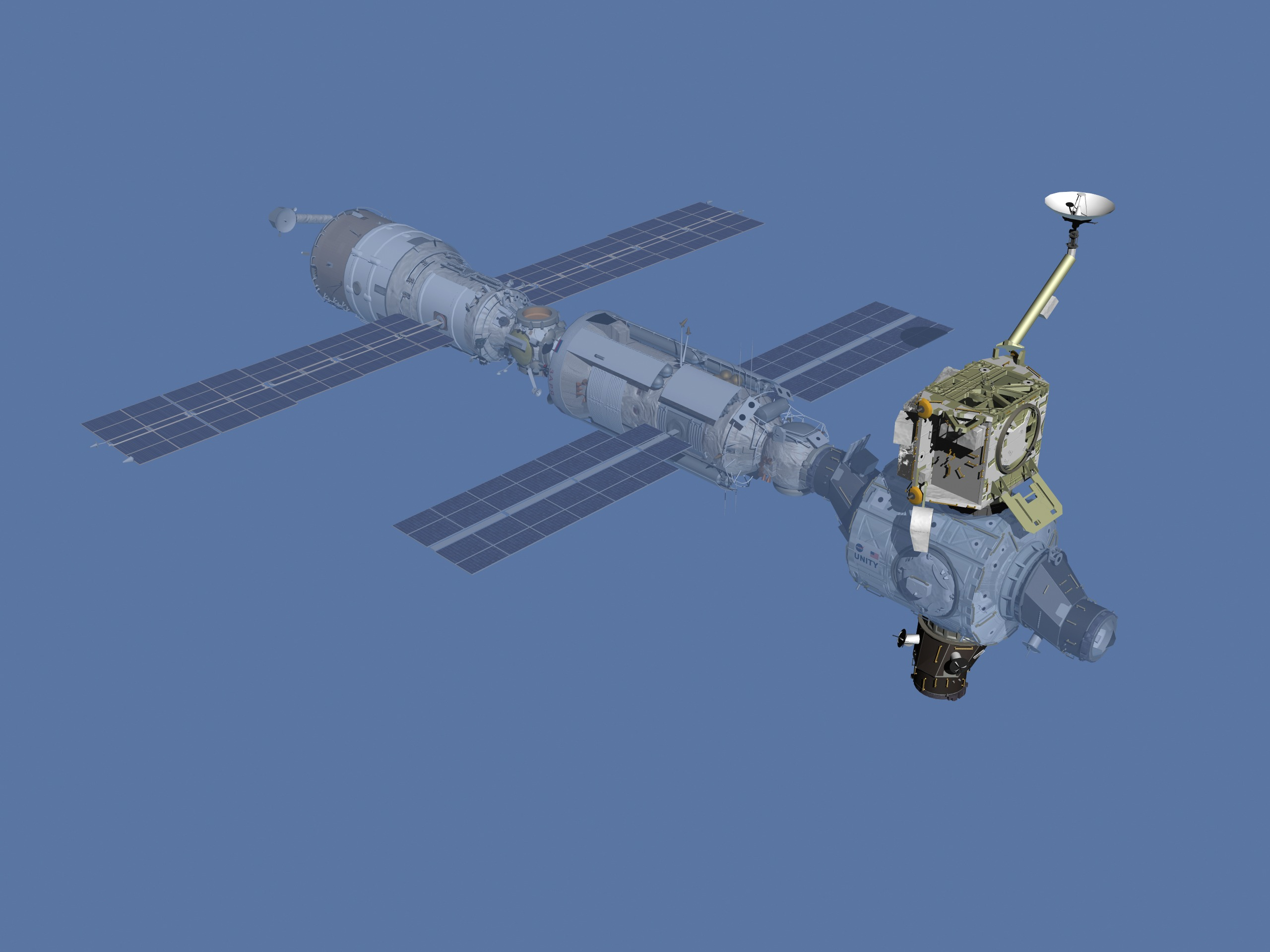
Image de synthèse de l'ISS après la mission STS-92 (octobre 2000), montrant, entre autres, l'élément Z1 fixé au-dessus du module-nœud Unity.
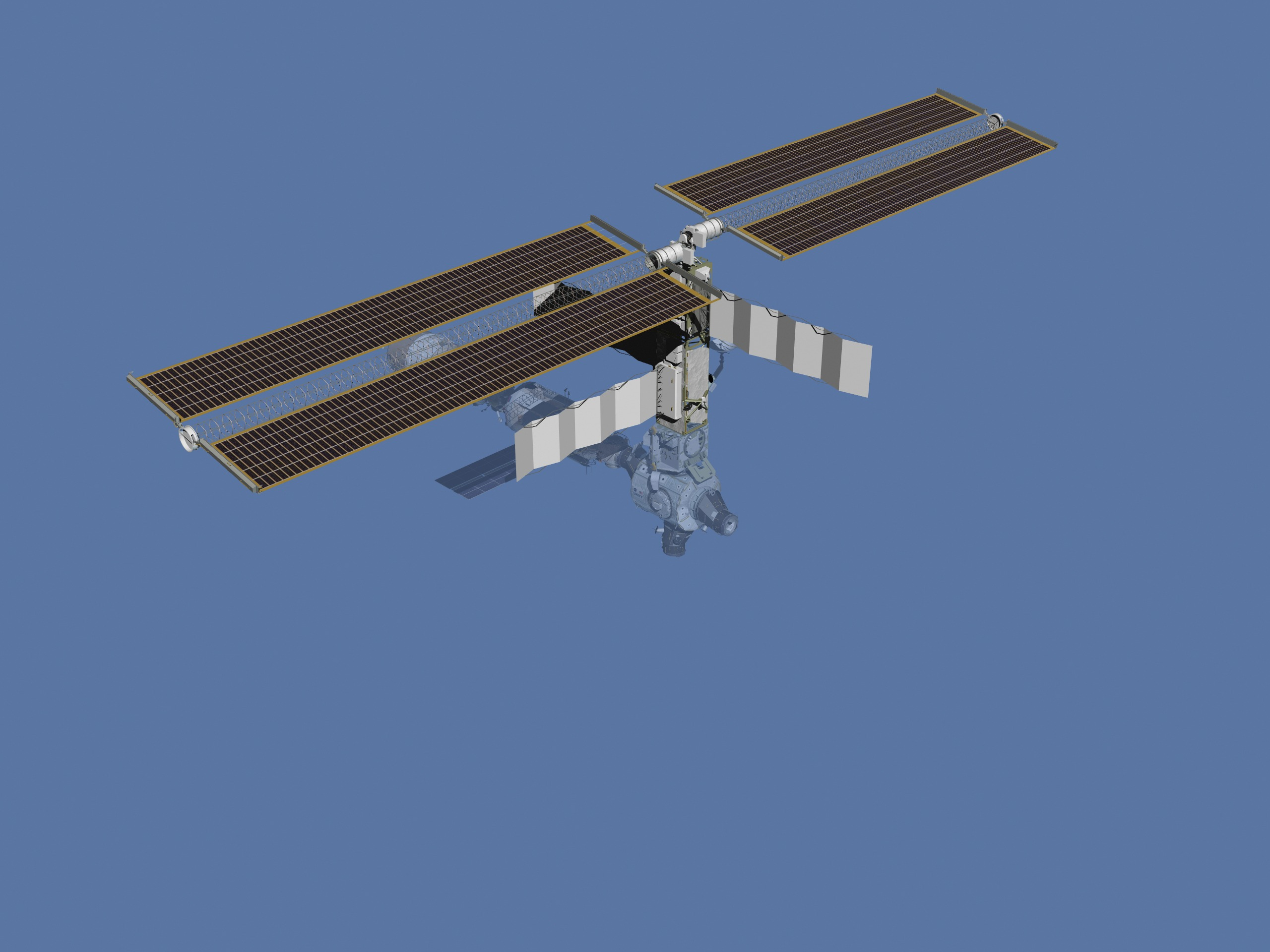
Image de synthèse de l'ISS après STS-97 (décembre 2000) : l'élément P6, avec ses panneaux solaires, est fixé sur l'élément Z1 selon une direction perpendiculaire à l'axe de la future poutre.
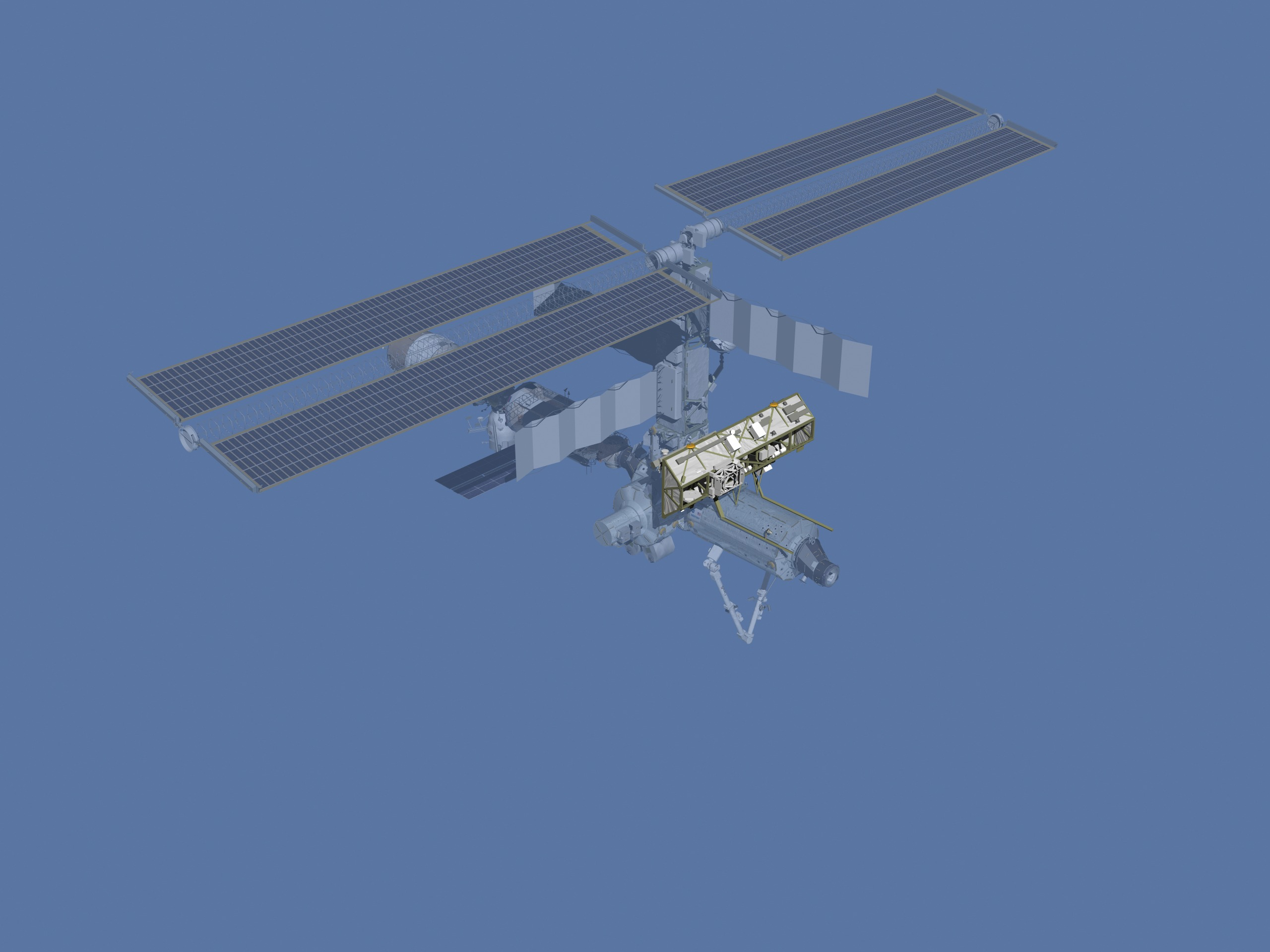
Image de synthèse de l'ISS après STS-110 (avril 2002) : l'élément S0 est fixé devant l'élément Z0 et au-dessus du module laboratoire Destiny (lui-même mis en place lors de STS-98).
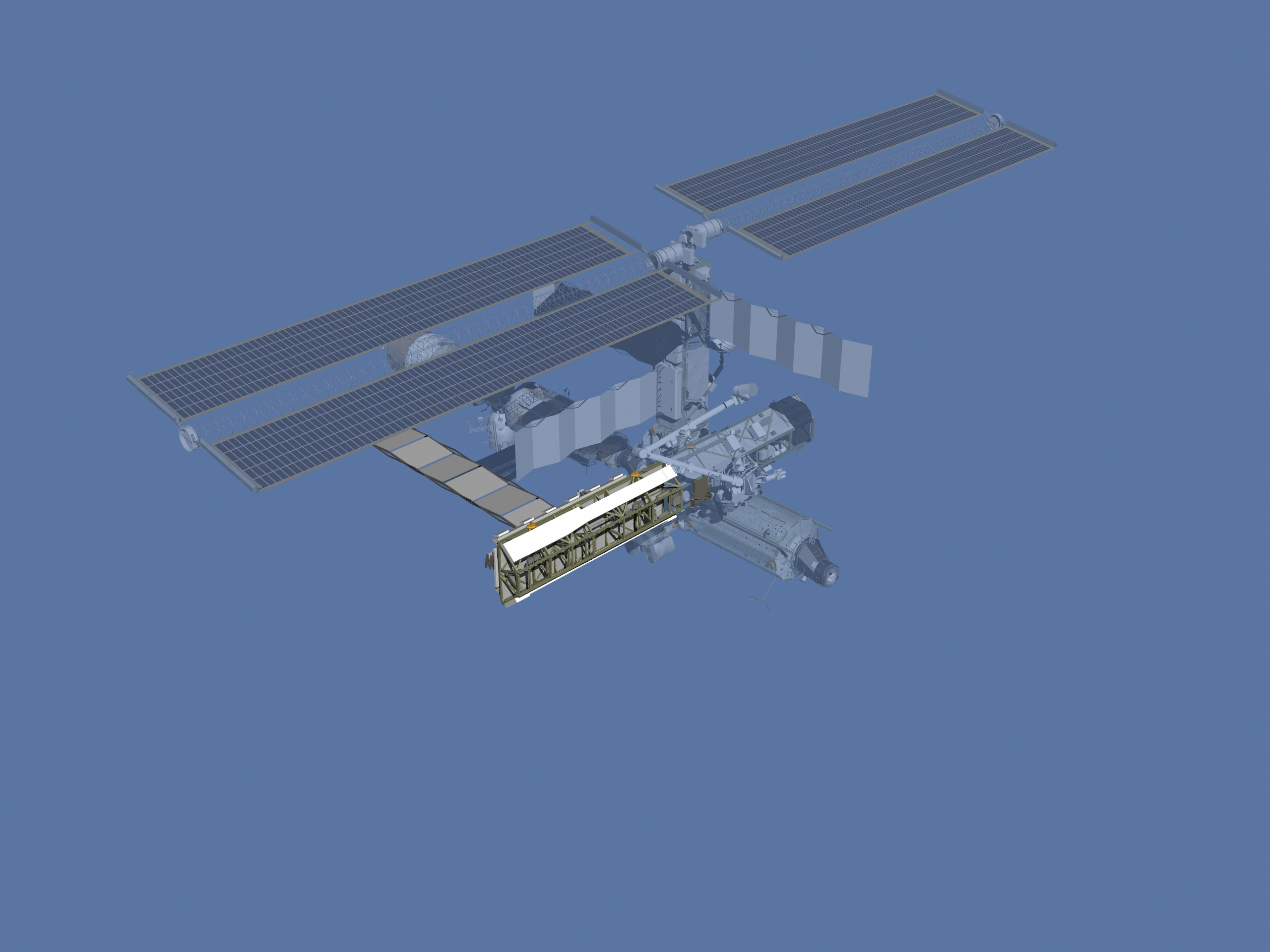
Image de synthèse de l'ISS après STS-112 (octobre 2002) : l'élément S1 est ajouté à côté de S0, sur la gauche de l'image (partie tribord de la Station).
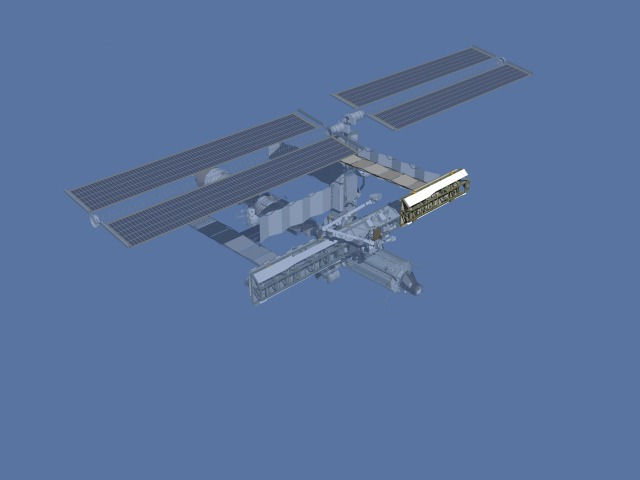
Image de synthèse de l'ISS après STS-113 (décembre 2002) : rajout de l'élément P1 à côté de S0, sur la droite de l'image (partie bâbord de la Station).
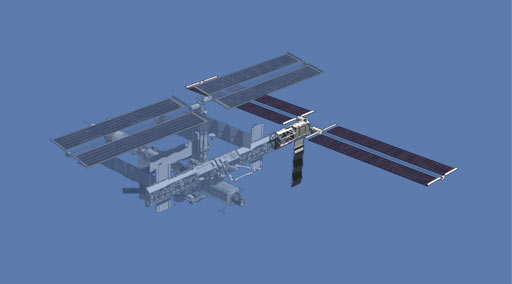
Image de synthèse de l'ISS après STS-115 (septembre 2006) : l'élément P3/P4, avec ses panneaux solaires, est ajouté à l'extrémité de P1 (à droite sur l'image, ou partie bâbord de la Station).
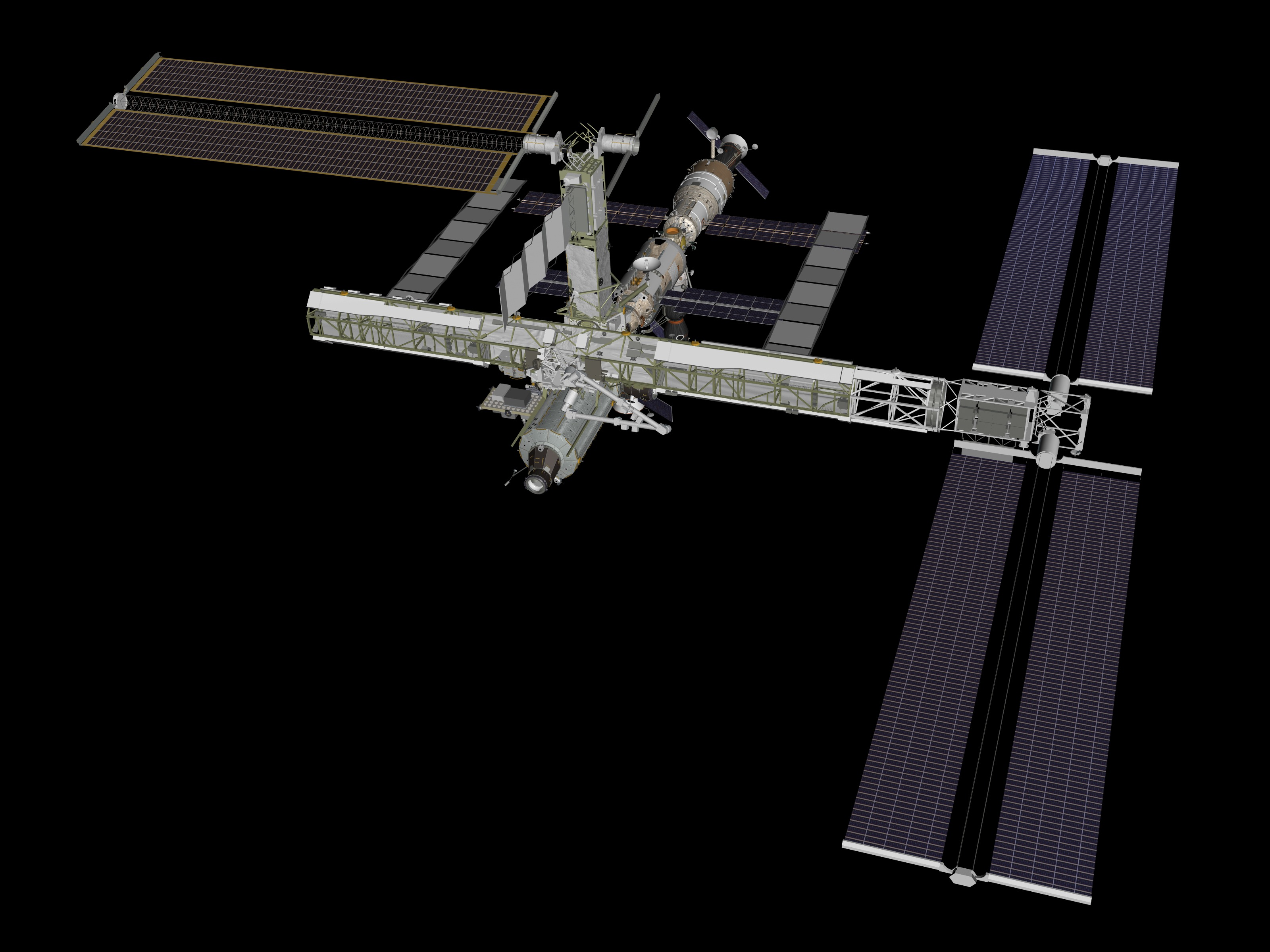
Image de synthèse de l'ISS après STS-116 (décembre 2006) : ajout de l'élément P5 (petite partie tout à droite de l'élément P3/P4, entre les deux couples de panneaux solaires).
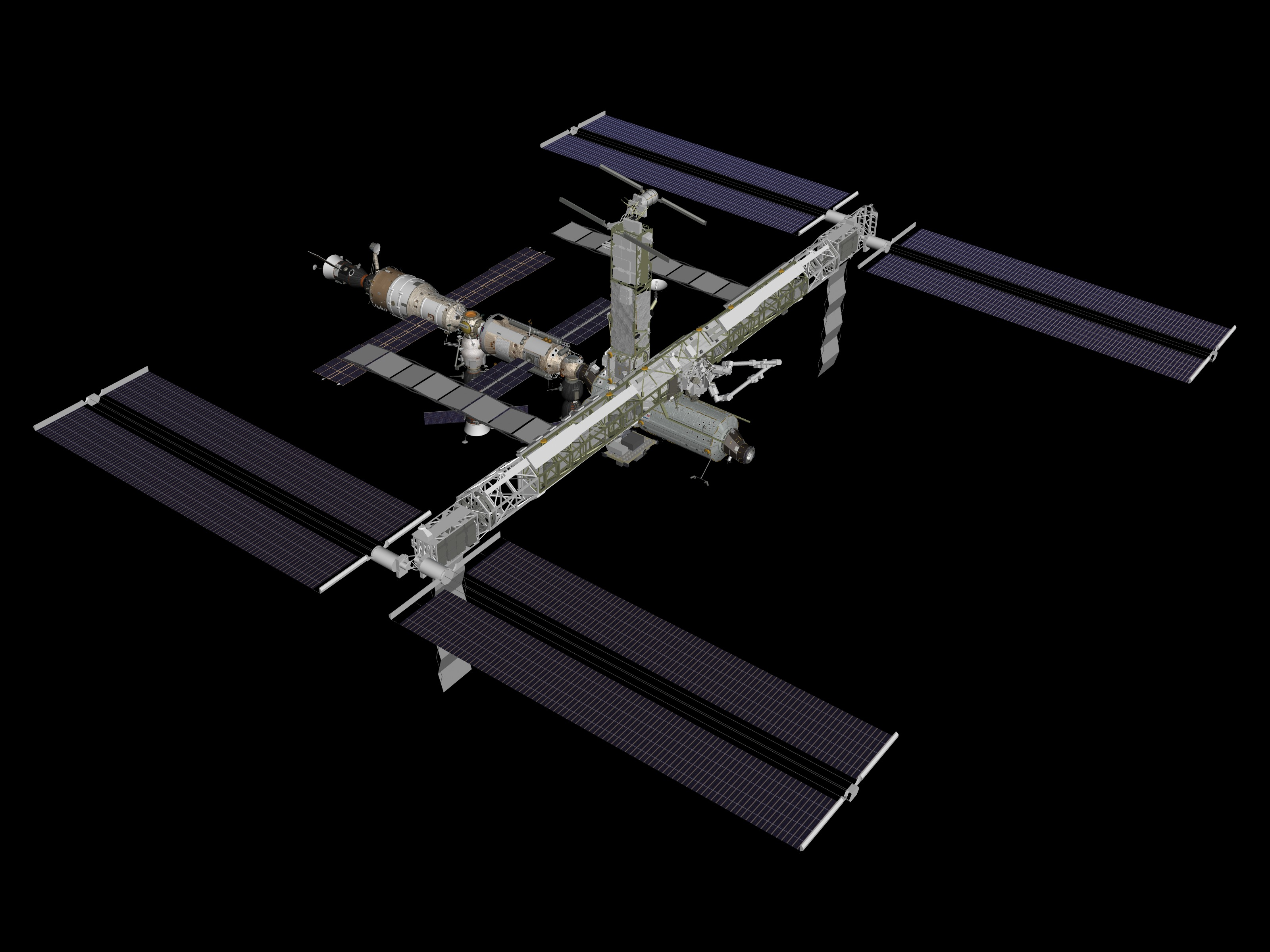
Image de synthèse de l'ISS après STS-117 (juin 2007) : l'élément S3/S4, avec ses panneaux solaires, est ajouté. Notez que l'élément P6 est toujours dans sa position première, perpendiculaire au reste de la poutre (ses panneaux solaires sont représentés repliés).
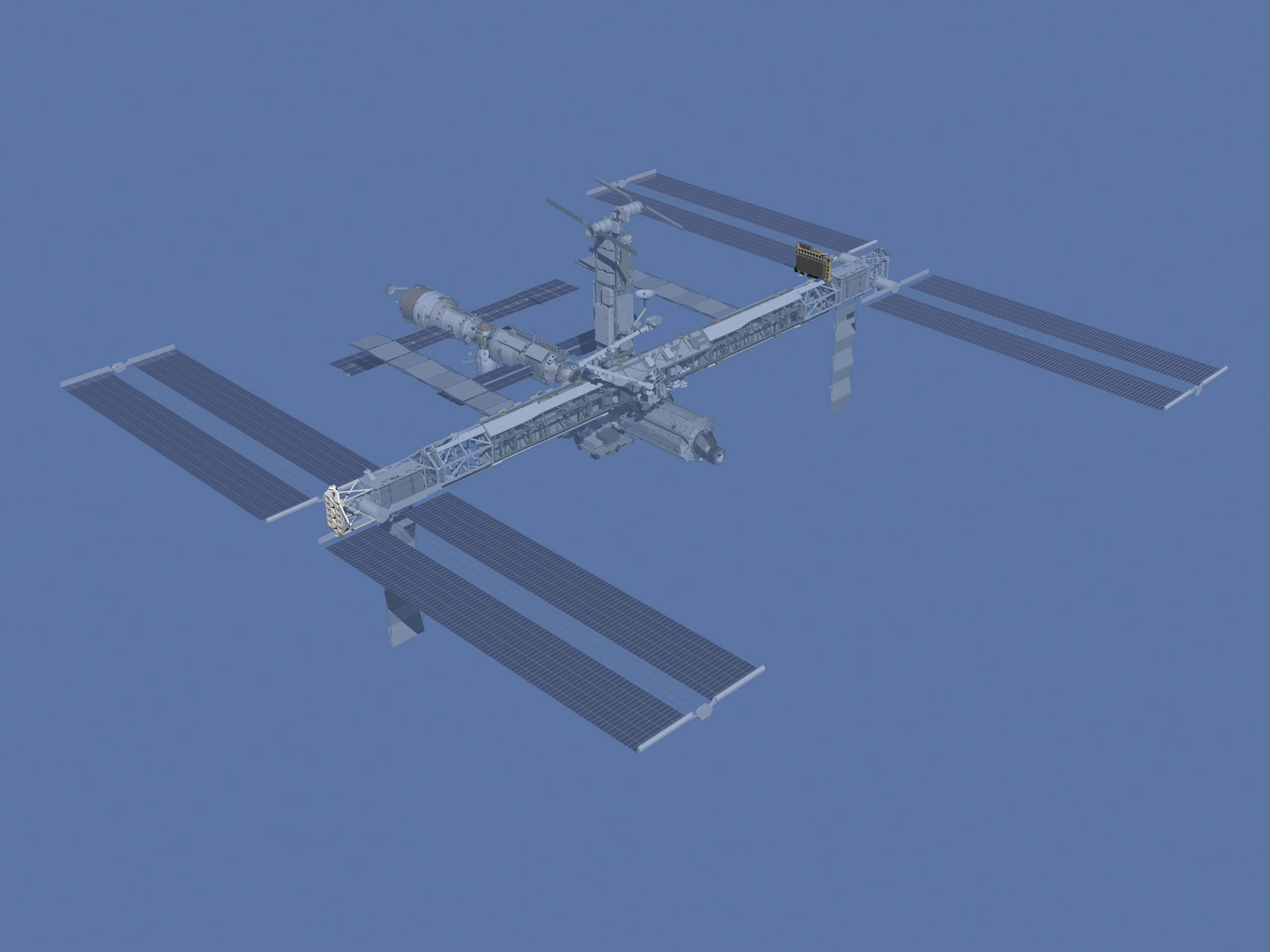
Image de synthèse de l'ISS après STS-118 (août 2007) : ajout de l'élément S5 (petite partie tout à l'extrémité de l'élément S3/S4, en bas à gauche, entre les panneaux solaires).
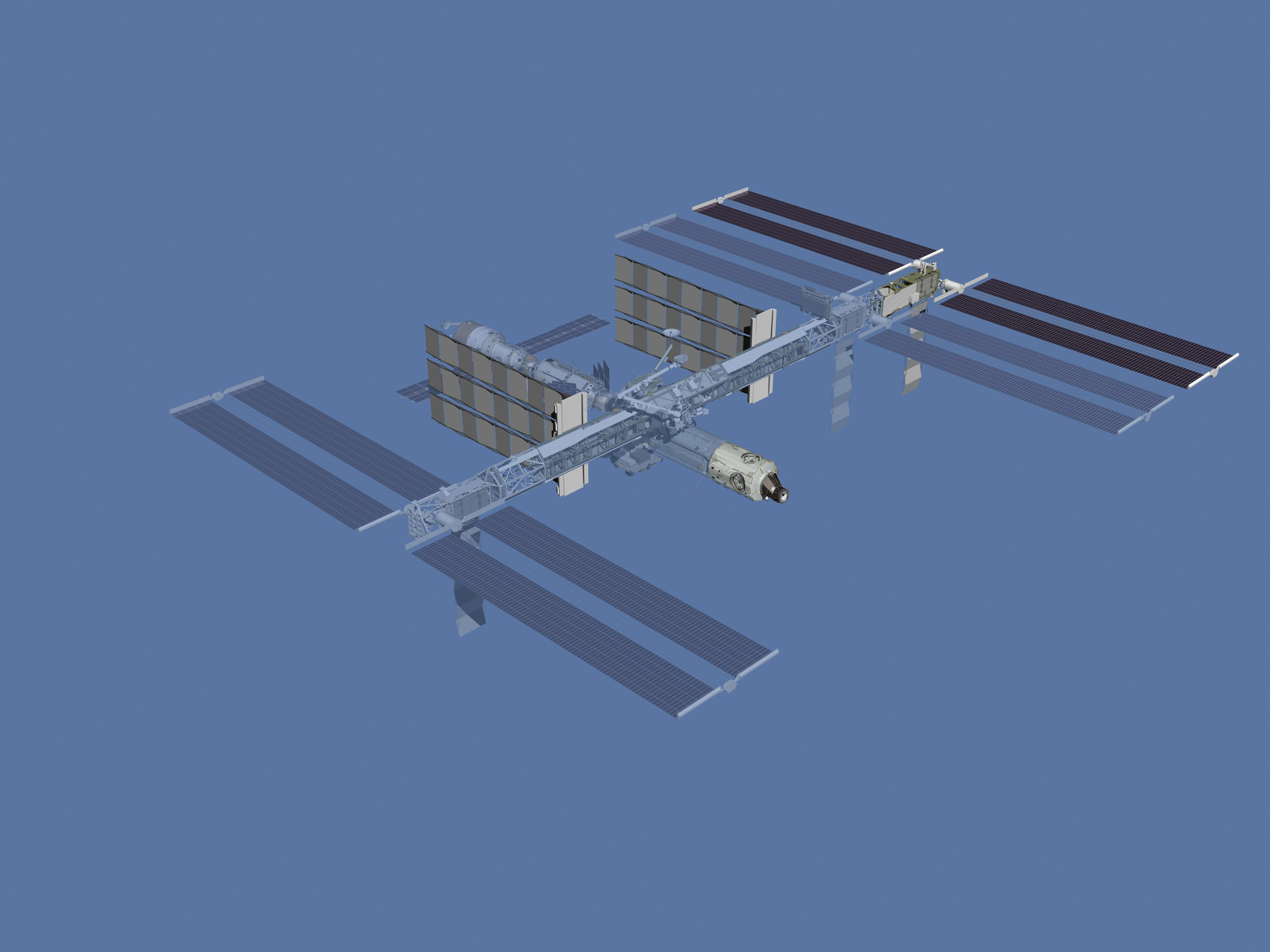
Image de synthèse de l'ISS après STS-120 (novembre 2007) : l'élément P6 et ses panneaux solaires sont déplacés vers leur position définitive à l'extrémité de la poutre (en haut à droite de l'image, partie bâbord de la Station).
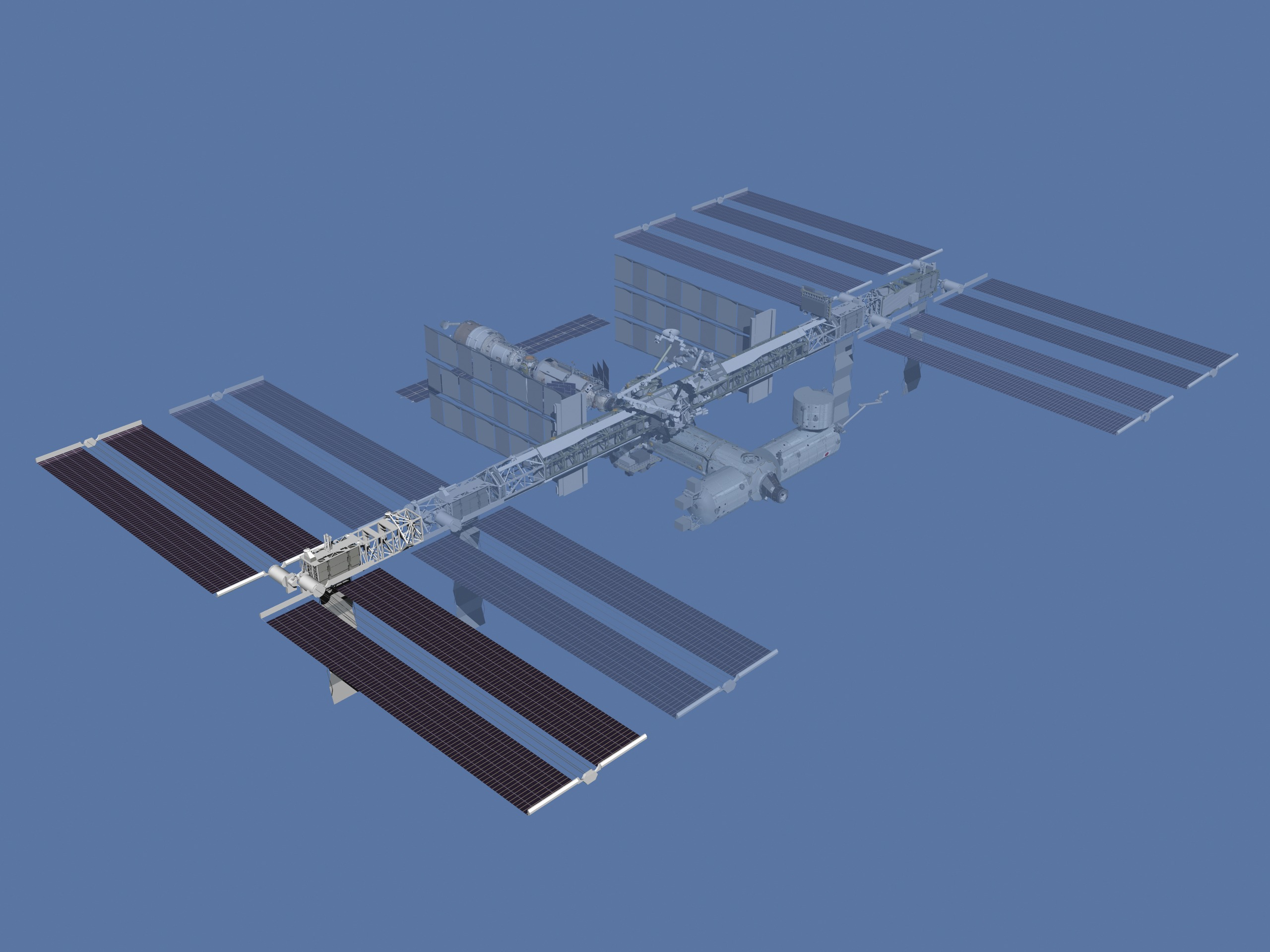
Image de synthèse de l'ISS après STS-119 (mars 2009) : les derniers éléments, la poutre S6 avec ses panneaux solaires, sont ajoutés (à gauche sur l'image, partie tribord de la Station).